# Barent Gael

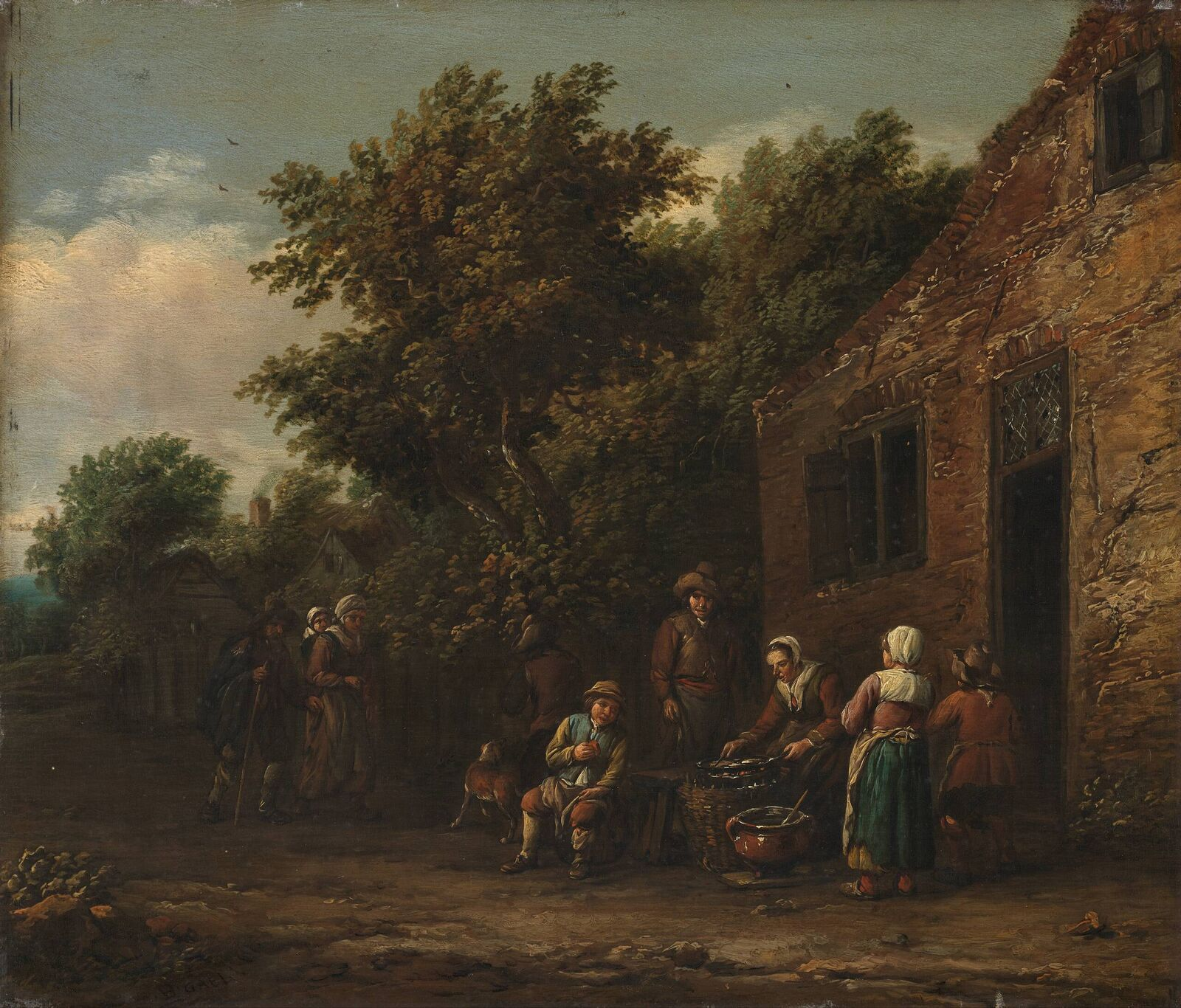
Vrouw bakt pannenkoeken in de open lucht

Barent Gael (Haarlem, circa 1630 – Amsterdam, begraven op 17 oktober 1698) was een Noord-Nederlands schilder en tekenaar, bekend om zijn landschappen, genrevoorstellingen, dorpsgezichten en dierstukken.
Hij was de derde zoon van de schilder Cornelis Adriaenszn Gael (I) en Aeltgen Jacobsdr Noorman. Gael kregf zijn opleiding van zijn vader en later van Philips Wouwerman.  Hij  werkte aanvankelijk in Haarlem (1658-1669), en was lid van het Sint-Lucasgilde aldaar. Vanaf 1673 werkte hij in Amsterdam, waar hij tot zijn dood actief bleef. Gael verzorgde de stoffage in schilderijen van kunstenaars als Jan Jansz. Wijnants en Isaac Koene, en zijn stijl werd nagevolgd door Eise Aetes Ruytenbach. Zijn oeuvre, hoewel omvangrijk, vertoonde weinig variatie. Gael signeerde zijn werk met het monogram "BG".
- Biografisch Portaal: 27131546
- Gemeinsame Normdatei: 1246938111
- KulturNav: fd50200e-2878-4875-95ec-65f7017ee1a5
- RKD-Nederlands Instituut voor Kunstgeschiedenis: 29907
- Union List of Artist Names: 500012205
- Virtual International Authority File: 95755565